# Mistrovství světa v hokeji na kolečkových bruslích žen
Mistrovství světa v hokeji na kolečkových bruslích žen se koná od roku 1992. Pořádá ho Mezinárodní federace kolečkových sportů a hraje se jednou za dva roky.

## Medailisté
| Rok  | Místo                          | Zlato     | Stříbro     | Bronz       |
| 1992 | Německo, Springe               | Kanada    | Itálie      | Nový Zéland |
| 1994 | Portugalsko, Tavira            | Španělsko | Kanada      | Japonsko    |
| 1996 | Brazílie, Sertãozinho          | Španělsko | Itálie      | Portugalsko |
| 1998 | Argentina, Buenos Aires        | Argentina | Portugalsko | Německo     |
| 2000 | Německo, Marl                  | Španělsko | Portugalsko | Argentina   |
| 2002 | Portugalsko, Paços de Ferreira | Argentina | Brazílie    | Španělsko   |
| 2004 | Německo, Wuppertal             | Argentina | Brazílie    | Španělsko   |
| 2006 | Chile, Santiago de Chile       | Chile     | Španělsko   | Argentina   |
| 2008 | Japonsko, Yuri a Honjō         | Španělsko | Portugalsko | Argentina   |
| 2010 | Španělsko, Alcobendas          | Argentina | Francie     | Španělsko   |
| 2012 | Brazílie, Recife               | Francie   | Španělsko   | Kolumbie    |
| 2014 | Francie, Tourcoing             | Argentina | Francie     | Chile       |
| 2016 | Chile, Iquique                 | Španělsko | Portugalsko | Argentina   |
| 2017 | Čína, Nanking                  | Španělsko | Argentina   | Německo     |
| 2019 | Španělsko, Barcelona           | Španělsko | Argentina   | Chile       |
| 2022 | Argentina, San Juan            | Argentina | Španělsko   | Portugalsko |
| 2024 | Itálie, Novara                 | Španělsko | Portugalsko | Argentina   |

## Medailová bilance
| Pořadí | Družstva    | zlato                                              | stříbro                          | bronz                            | Medaile |
| ------ | ----------- | -------------------------------------------------- | -------------------------------- | -------------------------------- | ------- |
| 1.     | Španělsko   | 8 (1994, 1996, 2000, 2008, 2016, 2017, 2019, 2024) | 3 (2006, 2012, 2022)             | 3 (2002, 2004, 2010)             | 14      |
| 2.     | Argentina   | 6 (1998, 2002, 2004, 2010, 2014, 2022)             | 2 (2017, 2022)                   | 5 (2000, 2006, 2008, 2016, 2024) | 13      |
| 3.     | Francie     | 1 (2012)                                           | 2 (2010, 2014)                   | 0                                | 3       |
| 4.     | Kanada      | 1 (1992)                                           | 1 (1994)                         | 0                                | 2       |
| 5.     | Chile       | 1 (2006)                                           | 0                                | 2 (2014, 2019)                   | 3       |
| 6.     | Portugalsko | 0                                                  | 5 (1998, 2000, 2008, 2016, 2024) | 2 (1996, 2022)                   | 7       |
| 7.     | Brazílie    | 0                                                  | 2 (2002, 2004)                   | 0                                | 2       |
| 8.     | Itálie      | 0                                                  | 2 (1992, 1996)                   | 0                                | 2       |
| 8.     | Německo     | 0                                                  | 0                                | 2 (1998, 2017)                   | 1       |
| 10.    | Kolumbie    | 0                                                  | 0                                | 1 (2012)                         | 1       |
| 10.    | Japonsko    | 0                                                  | 0                                | 1 (1994)                         | 1       |
| 10.    | Nový Zéland | 0                                                  | 0                                | 1 (1992)                         | 1       |